# Gastón de Bove Olave
Gastón Darío da Bove Olave (Viña del Mar, 16 de septiembre de 1920 - Valdivia, 19 de agosto de 1995) fue un abogado y político radical chileno. Hijo de Lorenzo da Bove Zanelli y Berta Olave Moreira. Contrajo matrimonio con Raquel Agüero Bekhoff, y en segundas nupcias con Sonia Zegers Fiel.
Hizo sus estudios en el Colegio Salesiano de Valdivia y en el Instituto Nacional Barros Arana de Santiago.
Se desempeñó como constructor y se dedicó a forjar una empresa en el rubro, especializada en obras públicas. Fue socio de la firma De Bove Hnos., fundada por su padre. Ejecutó obras como caminos, pavimentaciones y puentes en las ciudades de Valdivia, Collipulli, Curicó y Santiago, particularmente en la comuna de Providencia.
Militante del Partido Radical. 
Elegido diputado por Valdivia, La Unión y Río Bueno (1961-1965), participando de la comisión permanente de Vías y Obras Públicas.